# Nychiodes agatcha
Nychiodes agatcha là một loài bướm đêm trong họ Geometridae.